# Зайковский, Богдан Викторович
Богда́н Ви́кторович Зайко́вский (23 июня 1878, Рязанская губерния — 1933) — краевед, хранитель Саратовского музея в 1902—1911 годах.

## Биография
Родился 23 июня 1878 года в Рязанской губернии; детство прошло в деревне Окулово близ Пронска. После смерти отца (1883) с матерью и старшим братом переехал в Царицын, к брату матери инженеру-путейцу Левицкому. Учился в мужской гимназии. С 1894 года жил в Саратове, с 1897 года работал конторщиком в Покровском отделении городской станции. В 1898 году в Царицыне получил аттестат зрелости.
В 1890-е годы работал контролёром тары на железнодорожной линии от Саратова до Уральска под началом сосланного под надзор полиции революционера и философа Александра Капитоновича Маликова. Использовал поездки для картографирования археологических находок, монетных кладов; привлекал владельцев хуторов к сбору краеведческих материалов для Саратовской губернской Учёной Архивной комиссии.
Действительный член Саратовской губернской учёной архивной комиссии (СУАК) с 1902 года; в 1902—1911 годы — хранитель музея Саратовской Учёной Архивной комиссии. За этот период значительно увеличилось количество музейных экспонатов; нередко сам проводил экскурсии. Его деятельность в комиссии в 1909 году высоко оценил Александр Николаевич Минх.
В СУАК Зайковский предложил сосредоточить усилия для краеведческой работы с учащейся молодёжью. Он предложил фотографировать исчезающие памятники. Участвовал в археологических раскопках Увека. Помогал в организации музеев в немецких колониях в Сарепте, Царицыне и Новом Узене.
После революции Зайковский принял приглашение Саратовского уездного отдела народного образования стать организатором и инструктором сельских и уездных музеев. СУАК была преобразована в Саратовское общество истории, археологии и этнографии (Истархэт), а затем в Нижне-Волжское областное научное общество краеведения. Зайковский работал над созданием единого областного краеведческого музея, занимался художественно-археологическим обследованими и краеведческой работой в уездах Саратовской губернии. В 1928 году в журнале «Нижнее Поволжье» № 3 была опубликована большая обзорная статья Зайковского «Краеведческая работа по уездам Саратовской губернии». Им и руководимыми им членами краеведческого кружка были впервые открыты большое количество археологических памятников Поволжья. В 1920-е годы в пойме реки Бурлук нашёл и описал в отчётах развалины каменного городка с погребением в глиняных корчагах.
К концу жизни Зайковский отошёл от научной работы; умер в 1933—1935 годах.

## Избранные труды
- Зайковский Б. В. Бугор Стеньки Разина. — Саратов : Сарат. губ. учен. арх. комис., 1908. — 12 с.
- Зайковский Б. В. Из далекого прошлого Нижнего Поволжья. — М. ; Л. : Гос. изд-во, 1929. — 125+2 с. — (Краеведческая библиотека школьника первой ступени Нижнего Поволжья / Сост. коллективом педагогов и краеведов г. Саратова. Под общ. ред. Е. И. Перовского ; № 11). — 6000 экз.
- Зайковский Б. В. Изучение местного края. — Саратов : Сарат. уезд. отд. нар. образования, 1919.
  - Инструкция для собирания материалов по нар. быту и творчеству. — 12 с.
  - Инструкция для собирания материалов по археологии. — 9 с.
- Зайковский Б. В. На великой реке. — М. ; Л. : Гос. изд-во, 1928. — 48 с. — (Библиотека «В помощь школьнику». Серия краеведческая. Нижнее Поволжье / Под общ. ред. Е. И. Перовского ; № 1) — 6000 экз.
  -  — 2-е изд. — М. ; Л. : Гос. изд-во, 1930. — (Краеведческая библиотечка школьника 1-й ступени Нижневолжского края / Сост. коллективом педагогов и краеведов г. Саратова. Под рук-вом и ред. Е. И. Перовского ; № 1). — 3000 экз.
- Зайковский Б. В. Особенности Саратовского края. — М. ; Саратов : В. З. Яксанов, Сарполиграфпром, 1923. — 14 с.
- Зайковский Б. В. По степям Нижнего Поволжья. — М. ; Л. : Гос. изд-во, 1928. — 69+1 с. — (Библиотека «В помощь школьнику». Серия краеведческая. Нижнее Поволжье / Под общ. ред. Е. И. Перовского ; № 2). — 3000 экз.
  -  — 2-е изд. — М. ; Л. : Гос. изд-во, 1930. — 69+2 с. — (Краеведческая библиотечка школьника 1-й ступени Нижневолжского края / Сост. коллективом педагогов и краеведов г. Саратова. Под рук-вом и ред. Е. И. Перовского ; № 2). — 3000 экз.
- Зайковский Б. В. Среди калмыков. — М. ; Л. : Гос. изд-во, 1930. — 101+2 с. — (Краеведческая библиотека школьника 1-й ступени Нижневолжского края / Сост. коллективом педагогов и краеведов г. Саратова. Под рук-вом и ред. Е. И. Перовского ; № 9). — 6000 экз.
- Зайковский Б. В. Южное Заволжье в прошлом : (Очерк). — Саратов : Сарполиграфпром, 1927. — 16 с.
- Зайковский Б. В., Кривоносова З. А., Перовский Е. И., Сазонов И. Д. На Волге : Третья книга для чтения и работы в городской школе Нижнего Поволжья / Под ред. Е. И. Перовского. — М. ; Л. : Гос. изд-во, 1928. — 384 с. — (Учебные пособия для школ I и II ступени).
  -  — 2-е изд. — М. ; Л. : Гос. изд-во, 1929. — 384 с. — 15 000 экз.
- Зайковский Б. В., Кривоносова З. А., Перовский Е. И., Сазонов И. Д. На Волге : Третья книга для чтения и работы в сельской школе Нижнего Поволжья. — М. ; Л. : Гос. изд-во, 1928. — 408 с. — (Учебные пособия для школ I и II ступени). — 20 000 экз.
  -  — М. ; Л. : Гос. изд-во, 1929. — 408 с. — 35 000 экз.